# Émile Libaudière
Émile Libaudière est un architecte et céramiste nantais de l'historicisme et de l'Art nouveau né le 25 avril 1853 à Nantes et mort le 27 janvier 1923 dans la même ville.

## Biographie
Émile était le fils d'Eugène Libaudière (1815-1873), architecte et ingénieur des Arts et Manufactures, et de Claire Marie Anne Maugars (1825-1879). Il est notamment le neveu du contre-amiral Henri Libaudière (1820-1892) et un parent de Félix Libaudière, ingénieur manufacturier et auteur d'Histoire de Nantes sous le règne de Louis-Philippe, 1830-1848, publié en 1900.
Il entre à l'École des beaux-arts en 1875. Puis il installe son cabinet d'architecte-céramiste au no 1 de la place Delorme à Nantes.
Il a principalement construit des édifices civils, résidentiels (propriétés bourgeoises) et religieux. Son œuvre la plus célèbre est la brasserie nantaise La Cigale situé sur la place Graslin.
Il meurt le 27 janvier 1923 ; il est alors domicilié au no 5 de la rue de Bouillé à Nantes. Il est inhumé dans le carré E du cimetière Miséricorde le 30 janvier.
Marié à Louise Ménard, fille d'Alphonse Jules Ménard, conseiller général de la Loire-Atlantique (canton de Legé), et de Maria Clotilde Galland, il est le beau-père de l'architecte Henri Fleury.

## Principales réalisations
- Loire-Atlantique :
  - Château de Gâtine à Issé (fin XIXe siècle)[5]
  - La Cigale à Nantes (1895)
  - Église Sainte-Pecinne à Sainte-Pazanne (1895-1898)
  - Église Saint-Martin du Cellier au Cellier (1922)
- Maine-et-Loire :
  - Château de la Colaissière à Saint-Sauveur-de-Landemont (1894)
- Morbihan :
  - Basilique Notre-Dame du Roncier à Josselin (1898-1900)